# Томпсон (река)
Томпсон (англ. Thompson River) является крупнейшим притоком реки Фрейзер, течёт в южной части провинции Британская Колумбия. Длина — 489 км, площадь бассейна — 56 тысяч км², расход воды — 750 м³/с. Образуется при слиянии рек Саут-Томпсон и Норт-Томпсон.
Река открыта в 1808 году исследователем реки Фрейзер Саймоном Фрейзером и названа в честь своего друга Дэвида Томпсона, исследовавшего бассейн реки Колумбия.
После слияния в Камлупсе река Томпсон течёт 15 км до озера Камлупс, которое имеет примерно 30 км в длину, заканчиваясь в городе Савона (Savona). Из озера река течёт в западном направлении по широкой долине.
Возле Ашкрофта река натыкается на горы, меняет направление на юго-западное и прорывается через горы в Каньоне Томпсона, вливаясь во Фрейзер возле Литтона.

## Саут-Томпсон
Началом реки Саут-Томпсон считается исток из озера Литтл-Шусуоп у города Чейз. Река течёт около 55 километров на юго-запад через широкую долину к городу Камлупс, где она сливается с Норт-Томпсон. Хайвей № 1 и главная линия трансканадской железной дороги Canadian Pacific Railway проложены параллельно реке. Маленькое озеро Литтл-Шусуоп по реке Литтл-Ривер получает весь сток озера Шусуоп, которое в свою очередь питается стоком нескольких рек и ручьёв.

## Норт-Томпсон
Норт-Томпсон берёт начало у подножья ледника Томпсона в горах Карибу западнее Вэйлмонта (англ. Valemount) и течёт в южном направлении в сторону города Камлупс, где сливается с Саут-Томпсон. В городке Клируотер река принимает свой самый крупный приток — реку Клируотер, которая дренирует большую часть провинциального парка Уэлс-Грей (англ. Wells Gray Provincial Park).
Литтл-Хеллс-Гэйт (англ. Little Hells Gate — маленькие врата Ада) на реке Норт-Томпсон является точной мини-копией знаменитой большой стремнины реки Фрейзер и широко используется для экстремальных сплавов по реке.